# Avionics Full DupleX
Avionics Full DupleX switched ethernet (AFDX™) est un réseau Ethernet redondant et fiabilisé, développé et standardisé par les industriels européens de l'avionique pour équiper les Airbus A380. Il a été repris pour les aéronefs qui l'ont suivi : Airbus A350 et Airbus A400M ainsi que le Boeing 787, le Soukhoï SuperJet 100, l'ATR72 600, Comac ARJ21, Comac C919 ainsi que certains hélicoptères AgustaWestland.
Il s'agit d'un système destiné à servir de support aux communications internes à l'avion, et non aux communications avec l'extérieur. Les communications internes sont essentiellement les données échangées entre les divers composants de l’avionique.
Note : "AFDX™" est un nom déposé par Airbus Operations GmbH.
Le réseau AFDX™ est normalisé par l'ARINC, sous la référence ARINC 664 Part 7.

## Avant l'AFDX™
Avant les années 1995, les communications entre les équipements des aéronefs étaient réalisées par des bus ARINC 429. Cependant, le débit et les possibilités d'adressage de ce média ne correspondait plus au besoin.
Avec le  Boeing B777, Boeing et son fournisseur Honeywell, ont définit et réalisé un nouveau standard de réseau de communication, qui a été standardisé sous la définition de l'ARINC 629.
Les entreprises aéronautiques européennes, sous l'égide de la commission européenne, ont entamée des travaux de recherche et innovation, sous les projets Névada et Victoria. Ces travaux ont abouti sur la définition de l’AFDX™, dans les années 2000. Cette définition a été brevetée.
La première instanciation de l’AFDX™ a été réalisée sur l’avion Airbus A3XX, qui est devenue l’A380.
Sous l’impulsion des industriels, ce réseau a été standardisé par l’ARINC, sous la référence ARINC 664 Part 7.
Il sera alors utilisé sur d’autre aéronef, en particulier, ceux qui feront usage des calculateurs d'avionique modulaire intégrée (IMA).

## Conception de l'AFDX™
Dans le monde des communications classiques, l’utilisation de « réseaux en couches » a permis de rendre les applications indépendantes des systèmes de communication qu'elles utilisent. C'est ce qu'on appelle l'abstraction des moyens de communication.
Cependant, les besoins de l'aéronautique sont dictés par des contraintes particulièrement sévères de fiabilité et de redondance. De ce fait, les systèmes de communication des avions utilisent des liens de communication et des protocoles spécifiques, adaptés à leurs exigences particulières.
Dans la pratique, l'avionique utilise principalement deux catégories de communications numériques embarquées :
- Les communications de contrôle de processus, qui sont associées à des systèmes d'échantillonnage de valeurs analogiques (vitesse, altitude, orientation…), et qui ne requièrent généralement aucune réponse à la suite de la transmission d'information (pas d'acquittement des transmissions).
- Les communications supportant les systèmes d'information embarqués, qui sont basées sur des échanges d'information complexes et structurées (cartes, météo, plans de vol…) nécessitant la mise en place d'un véritable dialogue (acquittements de réception des informations…). La bande passante nécessaire pour ces échanges est donc plus importante que pour les communications simples.

### Les besoins
L'évolution du marché aéronautique conduit à réduire les coûts, à utiliser des notions de modularité, de réutilisation et de partage de ressource, comme savent le faire les systèmes d'exploitation modernes.
L'objectif de l'AFDX™ est donc de répondre à ces changements, en prenant en compte des objectifs contradictoires :
- la fiabilité des échanges de données sur le modèle client-serveur ;
- la transmission de données avec de fortes contraintes temporelles / déterministes ;
- et la réduction des coûts par l'utilisation de composants commerciaux « sur étagère »
- mais avec des contraintes de certification.

### Choix technologiques
Lorsqu'en 1999 il a fallu faire les premiers choix pour définir le nouveau standard, les deux technologies concurrentes pour engendrer l'AFDX™ étaient, d'une part la combinaison Ethernet - TCP/IP venue du monde de l'informatique, et d'autre part la technologie ATM du monde des télécommunications. Quand le principe de la commutation (utilisé par ATM) est arrivé sur Ethernet, cela en a fait un standard performant et mature, soutenu par un marché bien plus vaste que celui des télécommunications.

### Norme
C'est donc l'Ethernet commuté (en mode full-duplex) associé à des modifications spécifiques permettant de prendre en compte les contraintes temps réel et de certification du monde aéronautique qui a été sélectionnée. D'où le nom AFDX™ : Avionics Full DupleX switched Ethernet. AFDX™ est normalisé par la partie 7 de la norme ARINC 664, norme qui prévoit par ailleurs les besoins ultérieurs, tels que la confidentialité ou la compatibilité avec le protocole IPv6.

## Description technique
L'AFDX™ est ainsi basé sur des standards ouverts et répond aux objectifs d'un système de communication modulaire pour l'avionique. Il fournit des moyens de partage de ressource, de ségrégation des flux ainsi que le déterminisme et la disponibilité requise pour les certifications aéronautiques. La plupart des fonctions spécifiques d'AFDX™ sont du niveau de la couche liaison de données.

### Réseau commuté et redondant
L'AFDX™ est basé sur le principe d'un réseau commuté, c’est-à-dire que les équipements terminaux chargés de l'émission ou de la réception des données s'organisent autour des commutateurs chargés du transport de ces données.
Afin de répondre au besoin de disponibilité du réseau, un réseau AFDX™ est physiquement redondant : chaque équipement terminal émet les messages sur deux canaux différents vers des ensembles indépendants de commutateurs assurant tous deux la même transmission. Cela permet de réduire les échecs de transmissions, et les problèmes liés à des pannes matérielles. Cette redondance permet également le "dispatch" (départ) de l'avion lorsqu'un voire plusieurs commutateurs sont en panne.

### Ségrégation des flux, contraintes temps réel et déterminisme
La ségrégation robuste des flux de données s'appuie sur la réservation de bande passante au niveau d'un canal de communication nommé VL (virtual link ou lien virtuel). Ces canaux sont associés à un émetteur et les données y sont transmises sur Ethernet en mode diffusion (multicast). Les commutateurs permettent la ségrégation des flux par un mécanisme de listes de contrôle d'accès (ACL) filtrant le trafic en fonction des adresses (Ethernet ou MAC), de manière similaire aux pare-feu IP.
Pour garantir le respect des contraintes temps réel de transmission de données, les VL AFDX™ sont associés à des spécifications de bande passante (ou « contrats »). Ces contrats fixent la taille maximale des trames transmises et le temps minimum entre chaque trame. Ces deux paramètres permettent alors d'évaluer la bande passante maximale d'un VL donné. Le contrat est donc pris en charge par les commutateurs qui gèrent ces VL.
Déterminisme et temps de transmission sont garantis par le contrat de bande passante associé à la commutation qui évite les collisions et les réémissions.
En résumé, la notion de VL autorise le calcul des latences de transmission maximales, ce qui permet d'effectuer la certification aéronautique du système. Dans la pratique, le réseau Ethernet est donc nécessairement sous-exploité pour permettre la mise en place de ces garanties.

## Usages
L'AFDX™ est utilisé dans l'Airbus A380 (détaillé ci-dessous), Boeing 787, Airbus A400M, Airbus A350, Sukhoi Superjet 100, ATR 42, ATR 72 (-600), AgustaWestland AW101, AgustaWestland AW189, AgustaWestland AW169, Irkut MC-21, Bombardier Global Express, Bombardier CSeries (renommé Airbus A220), Learjet 85, Comac ARJ21, Comac C919 et AgustaWestland AW149.

## L'AFDX™ dans l'Airbus A380
Pour les équipements AFDX™ déployés dans l'A380, Airbus a imposé de fortes contraintes temporelles :
- 150 microsecondes maximum de temps de traversée des couches de communication (UDP, IP, gestion de bande passante, gestion de la redondance et réseau Ethernet)
- 150 microsecondes maximum pour la réception d'un trafic continu
- 100 microsecondes maximum pour le transfert de trames, le contrôle de l'utilisation de la bande passante et la gestion des diffusions au niveau des commutateurs.

Pour répondre à ces demandes, Airbus a choisi deux fournisseurs : Thales (équipements terminaux standards CPIOM) et Rockwell Collins (commutateurs) et validé d'autres implémentations pour les LRUs non standards comme SAFRAN Electronics & Defense, pour les passerelles sécurisées avec le monde ouvert (maintenance et communication,) ainci que le calculateur d'acquisition pour la maintenance,. Il a reconduit les mêmes fournisseurs pour l'Airbus A350.

### Premier bilan
L'utilisation de standards ouverts tel qu'Ethernet a permis de réduire les coûts de développement dans certains domaines. Notamment dans le domaine de l'instrumentation de laboratoire, puisque des outils standards peuvent être utilisés sans nécessiter de développements spécifiques. De même, au niveau de la conception et du développement il est possible de s'appuyer sur des données et une expertise préexistante.
Toutefois, ces bénéfices sont limités par la nécessité de disposer, dans le domaine aéronautique, de composants réalisés selon un processus de développement certifié. Or les composants du commerce (composants sur étagère) ne peuvent pas souvent répondre à ce critère, et les équipements doivent donc toujours être réalisés spécifiquement pour le marché aéronautique.
Par ailleurs, ce premier réseau AFDX™ a posé de gros problèmes techniques de mise au point et de déploiement, plus liés au contenu (gestion des données) qu'à la technologie qui avait bien été préparée par des programmes de recherche.

### Perspectives
L'AFDX™ propose une nouvelle approche de la conception avionique, plus standardisée et modulaire, en particulier par l'adoption (partielle) de technologies du monde « ouvert ».
Son déploiement dans l'avenir semble conforté par son utilisation par Airbus sur l'A380, l'A400M et l'A350 XWB, mais plus encore par l’assentiment de Boeing pour ce nouveau standard. Ce protocole est également susceptible d'être utilisé par l'industrie spatiale, à l'image de la NASA qui l'a étudié au début de l'année 2007 pour son nouveau véhicule d’exploration habité.